# Revolta de Theriso
A revolta Theriso (grego: Επανάσταση του Θερίσου) foi uma insurreição que eclodiu em março de 1905 contra o governo de Creta, então um estado autônomo sob suserania otomana. A revolta foi liderada pelo político cretense Eleftherios Venizelos, e recebeu o nome da aldeia natal de sua mãe, Theriso, o ponto focal da revolta.
A revolta surgiu da disputa entre Venizelos e o governante da ilha, o príncipe George da Grécia, sobre o futuro da ilha, particularmente sobre a questão da união de Creta com a Grécia. A origem do conflito remonta a 1901, quando o príncipe George demitiu Venizelos do governo. A hostilidade entre Venizelos e o príncipe foi precipitada pela atitude deste último em relação às relações exteriores e por sua recusa em dialogar com seus conselheiros sobre os assuntos internos da ilha. Após uma prolongada luta política, Venizelos e seus seguidores decidiram por um levante armado, com o objetivo de unir Creta com a Grécia e inaugurar um governo mais democrático para a ilha.
A revolta de Theriso não apenas estabeleceu Venizelos como o principal político em Creta, mas também chamou a atenção do mundo grego em geral. Sua reputação levaria em 1909 à sua convocação para a Grécia, onde se tornou primeiro-ministro.